# チャレンジ!!オープンガバナンス
チャレンジ!!オープンガバナンスは、自治体と市民や学生が協力し、データに基づいて地域の課題の解決に取り組むアイデアのコンテスト。

## 主催
2016年-2018年の主催（共同主催）
- 東京大学公共政策大学院 「情報通信技術と行政」研究プログラム（PadIT）
- 東京大学ソーシャルICTグローバル・クリエイティブリーダー育成プログラム（GCL）

2019年-2024年の主催（共同主催）
- 東京大学公共政策大学院　科学技術イノベーション政策における「政策のための科学」教育・研究ユニット（STIG）
- 東京大学ソーシャルICTグローバル・クリエイティブリーダー育成プログラム（GCL）
- 一般社団法人オープンガバナンスネットワーク（OGN）

## 審査員
- 城山英明
- 宇野重規
- 大橋弘

- 川島宏一
- 神原咲子（2023年～）
- 国谷裕子

- 坂井修一（～2023年）
- 澁谷遊野（2024年～）
- 庄司昌彦

- 関本義秀
- 林千晶（～2022年）
- 渡辺美智子

## 参加自治体
| 開催年 | 応募対象自治体数 | 応募のあった対象自治体数 | 応募対象地域課題 | 応募のあった対象地域課題 |
| ------ | ---------------- | ------------------------ | ---------------- | ------------------------ |
| 2016年 | 31               | 28                       | 53               | 40                       |
| 2017年 | 29               | 24                       | 48               | 30                       |
| 2018年 | 37               | 30                       | 55               | 40                       |
| 2019年 | 41               | 32                       | 51               | 32                       |
| 2020年 | 31               | 23                       | 43               | 26                       |
| 2021年 | 31               | 23                       | 45               | 31                       |
| 2022年 | 36               | 25                       | 67               | 30                       |
| 2023年 | 36               | 19                       | 51               | 23                       |
| 2024年 | 46               |                          |                  |                          |

※ 自治体連合の場合は参加自治体を個別に勘定
- 2016年の参加自治体

室蘭市、会津若松市、水戸市、春日部市、茂原市、松戸市、流山市、東京都中野区、神奈川県、横浜市、横浜市金沢区、川崎市宮前区、鎌倉市、新潟市、鯖江市、静岡市、掛川市、裾野市、牧之原市、近江八幡市、草津市、大阪市、大阪市東住吉区、神戸市、三田市、生駒市、宇部市、松山市、福岡市、小城市、日南市
- 2017年の参加自治体

室蘭市、八戸市、仙台市、会津若松市、水戸市、流山市、東京都文京区、中野区、横浜市、横浜市金沢区、川崎市宮前区、鎌倉市、金沢市、鯖江市、越前市、裾野市、牧之原市、大津市、近江八幡市、草津市、京都市、大阪市、枚方市、三田市、宇部市、松山市、八幡浜市、小城市、日南市
- 2018年の参加自治体

札幌市、室蘭市、八戸市、仙台市、南陽市、会津若松市、水戸市、茂原市、流山市、文京区、品川区、中野区、多摩市、横浜市、横浜市金沢区、川崎市宮前区、鎌倉市、金沢市、鯖江市、越前市、裾野市、菊川市、大津市、近江八幡市、草津市、京都市、大阪市、豊中市、加古川市、三田市、倉敷市、宇部市、高松市、八幡浜市、北九州市、玉名市、日南市
- 2019年の参加自治体

室蘭市、森町、八戸市、鶴岡市、会津若松市、水戸市、深谷市、東京都文京区、目黒区、中野区、多摩市、横浜市、川崎市宮前区、鎌倉市、鯖江市、越前市、裾野市、菊川市、大津市、近江八幡市、草津市、京都市、大阪市、豊中市、西宮市、加古川市、三田市、姫路市・福崎町・市川町・神河町・朝来市・養父市、倉敷市、宇部市、高松市、松山市、八幡浜市、北九州市、玉名市、那覇市
- 2020年の参加自治体

室蘭市、鶴岡市、会津若松市、水戸市、東京都港区、目黒区、世田谷区、中野区、多摩市、横浜市、鎌倉市、鯖江市、越前市、三島市、裾野市、大津市、近江八幡市、草津市、京都市、大阪府、大阪市住之江区、豊中市、加古川市、三田市、倉敷市、宇部市、高松市、八幡浜市、北九州市、玉名市、那覇市
- 2021年の参加自治体

- 室蘭市、鶴岡市、会津若松市、水戸市、熊谷市、東京都千代田区、文京区、目黒区、世田谷区、多摩市、横浜市、鎌倉市、金沢市、豊橋市、長浜市、近江八幡市、草津市、大阪市、大阪市住之江区、豊中市、豊岡市、加古川市、三田市、倉敷市、宇部市、高松市、八幡浜市、土佐町、北九州市、玉名市、那覇市

- 2022年の参加自治体

- 室蘭市、鶴岡市、会津若松市、水戸市、熊谷市、東京都千代田区、文京区、目黒区、中野区、多摩市、横浜市、鎌倉市、新潟市、金沢市、裾野市、長浜市、近江八幡市、草津市、大阪市、豊中市、神戸市長田区、姫路市、豊岡市、加古川市、宝塚市、高砂市、三田市、倉敷市、宇部市、高松市、八幡浜市、愛媛県久万高原町、高知県土佐町、北九州市、玉名市、那覇市

- 2023年の参加自治体

- 室蘭市、鶴岡市、会津若松市、水戸市、太田市、東京都千代田区、目黒区、世田谷区、中野区、多摩市、横浜市、鎌倉市、新潟市、石川県、越前市、裾野市、長浜市、近江八幡市、草津市、大阪市東淀川区、阿倍野区、豊中市、神戸市、長田区、姫路市、豊岡市、加古川市、宝塚市、三田市、倉敷市、宇部市、高松市、八幡浜市、北九州市、玉名市、那覇市

- 2024年の参加自治体

- 室蘭市、鶴岡市、会津若松市、水戸市、鹿沼市、本庄市、流山市、東京都千代田区、港区、文京区、目黒区、世田谷区、中野区、多摩市、西東京市、横浜市、鎌倉市、神奈川県真鶴町、新潟市、金沢市、越前市、浜松市、裾野市、長浜市、近江八幡市、草津市、大阪市東淀川区、豊中市、東大阪市、神戸市長田区、神戸市須磨区、姫路市、豊岡市、加古川市、宝塚市、三田市、広島県、宇部市、高松市、松山市、八幡浜市、高知県土佐町、北九州市、玉名市、那覇市、沖縄県西原町

## アイデアの応募結果
| 開催年 | 市民チーム | 市民と学生の混成チーム | 学生チーム | 合計 |
| ------ | ---------- | ---------------------- | ---------- | ---- |
| 2016年 | 26         | 17                     | 25         | 68   |
| 2017年 | 24         | 14                     | 21         | 59   |
| 2018年 | 17         | 20                     | 22         | 59   |
| 2019年 | 11         | 17                     | 28         | 56   |
| 2020年 | 10         | 16                     | 19         | 45   |
| 2021年 | 5          | 12                     | 24         | 41   |
| 2022年 | 5          | 15                     | 40         | 60   |
| 2023年 | 10         | 8                      | 28         | 46   |

## 2016年受賞作品
- オープンガバナンス総合賞 - チャレンジ中野！Grow Happy Family&Community（東京都中野区）
- アイデア賞 - みやまえ子育て応援だん（神奈川県川崎市宮前区）
- 連携体制賞 -Code for Niigata ＋ 新潟大学・大串ゼミ（新潟県新潟市）
- Special Innovation Award in collaboration with Ash Center, HKS, Harvard - みやまえ子育て応援だん（神奈川県川崎市宮前区）
- Accenture Citizen First Youth賞 - U-18　おもてなし室蘭（北海道室蘭市）
- ファイナリスト
  - U-18おもてなし室蘭（室蘭市）
  - AAI（松戸市）
  - チャレンジ中野！Grow Happy Family＆Community（東京都中野区）
  - FerriSat　(Ferris Security equipment Application Toothbrush)（神奈川県）
  - Singular Perturbations（神奈川県）
  - 花のいずみ野沿線組（横浜市）
  - みやまえ子育て応援だん（川崎市宮前区）
  - Code for Niigata ＋ 新潟大学・大串ゼミ（新潟市）
  - カタハマ・エージェント（牧之原市）
  - 立命館大学＋近江八幡商工会議所（近江八幡市）
  - 震災タイムスリップウォーク（神戸市）
  - NAIST-UBI ParmoSense Developers（生駒市）
  - 中村学園大学流通科学部　浅岡14B（3年）・15B（2年）ゼミ（福岡市）

## 2017年受賞作品
- オープンガバナンス総合賞 - 京の歴史と街並みをつたえ隊（京都府京都市）
- アイデア賞 - 多目的トイレ一発検索作成協議会（山口県宇部市）
- 連携体制賞 - DATECAREER（宮城県仙台市）
- Special Innovation Award in collaboration with Ash Center, HKS, Harvard - ストリートデザイン研究機構×明治大学大学院（東京都中野区）
- Accenture Citizen First Youth賞 - STEM Leaders with Hanyu（福島県会津若松市）
- ファイナリスト
  - DATECAREER（宮城県仙台市）
  - STEM Leaders with Hanyu（福島県会津若松市）
  - ストリートデザイン研究機構×明治大学大学院（東京都中野区）
  - ゴミンティア（神奈川県横浜市）
  - minamoto（神奈川県鎌倉市）
  - OPEN KANAZAWA Ver.1（石川県金沢市）
  - CLIP（静岡県牧之原市）
  - 水宝山（水草は宝の山）（滋賀県大津市）
  - 京の歴史と街並みをつたえ隊（京都府京都市）
  - チームBicycle City Kyoto！（京都府京都市）
  - Re:FURO OSAKA（大阪府大阪市）
  - 和　咲良（山口県宇部市）
  - 多目的トイレ一発検索作成協議会（山口県宇部市）

## 2018年受賞作品
- オープンガバナンス総合賞 - めざめ保育士応援隊（滋賀県草津市）
- アイデア賞 - チーム「高山土曜ストア」（神奈川県川崎市宮前区）
- 連携体制賞 - 「まびケア」運営チーム（岡山県倉敷市）
- LINE学生賞 - 仁愛大学早川ゼミ　チーム「3PEACE」（福井県越前市）
- Special Innovation Award in collaboration with Ash Center, HKS, Harvard -「まびケア」運営チーム（岡山県倉敷市）
- ミニプレゼン1位 - 弘明寺キッズICTクラブ（神奈川県横浜市）
- ミニプレゼン2位 - シビックテック・もばら（千葉県茂原市）
- ミニプレゼン3位 - 鍋松原海岸活性化検討プロジェクト（熊本県玉名市）
- ポスター展1位 - 北九州“縁”結び隊（福岡県北九州市）
- ポスター展2位 - Code for Kusatsu 景観部（滋賀県草津市）
- ポスター展3位 - サイネージ絵本プロジェクト（北海道札幌市）
- ポスター展3位 - ノーピクチャー・ノーライフ（青森県八戸市）
- ファイナリスト
  - U-18室蘭元気バクハツ隊（室蘭市）
  - Team AMJ（室蘭市）
  - Code for Bunkyo（東京都文京区）
  - 市民のミカタ＆CodeForTama（多摩市）
  - 多摩市若者会議（多摩市）
  - 金沢研究会（横浜市金沢区（鎌倉市連携））
  - チーム「高山土曜ストア」（川崎市宮前区）
  - 仁愛大学早川ゼミ チーム「3PEACE」（越前市）
  - Code for SUSONO(仮称)（裾野市）
  - 菊川ジュニアビレッジ（菊川市）
  - E-ほいくプロジェクト Lab.（大津市）
  - めざめ保育士応援隊（草津市）
  - 「まびケア」運営チーム（倉敷市）

## 2019年受賞作品
オンラインイベント視聴者によるオンライン投票結果
- No.1 - Pharmatching（ファーマッチング）しておくれやす☆（京都府京都市）
- No.2 - 横浜ホイールマップ（神奈川県横浜市）
- No.3 - チームFOC（埼玉県深谷市）
- No.4 - 草津おみやげラボ情報部（滋賀県草津市）
- ファイナリスト
  - 大東文化大学社会学部阿部ゼミ地域公共交通チーム（鶴岡市）
  - チームFOC（深谷市）
  - 多摩市若者会議（多摩市）
  - 横浜ホイールマップ（横浜市）
  - チームでっかいかるた（越前市）
  - Code for SUSONO（裾野市）
  - 草津おみやげラボ情報部（草津市）
  - チーム Kyo-So(共創し，協奏し，京想する)（京都市）
  - Pharmatching（ファーマッチング）しておくれやす☆（京都市）
  - ナルオレボリューション（西宮市）
  - まびケア運用チーム（倉敷市）
  - わくわく新都心@okinawa（那覇市）

## 2020年受賞作品
- オープンガバナンス総合賞 - 未来減災課（東京都目黒区）
- アイデア賞 - KAMA-gination（神奈川県鎌倉市）
- 連携体制賞 - Teamバードラン（北海道室蘭市）
- 学生賞 - 福井県立武生東高等学校Hino・Quest（福井県越前市）
- ハーバードイノベーション賞 - 沖縄次世代に繋ぐ学生ボランティア／VONS (Volunteer by Okinawa Next generation and Students)（沖縄県那覇市）
- LINE賞 - 沖縄次世代に繋ぐ学生ボランティア／VONS (Volunteer by Okinawa Next generation and Students)（沖縄県那覇市）
- JIPDEC賞 - 未来減災課（東京都目黒区）
- Tableau Software賞 - MTI企画部（北海道室蘭市）
- ファイナリストオンライン投票金賞 - KAMA-gination（神奈川県鎌倉市）
- ファイナリストオンライン投票銀賞 - 沖縄次世代に繋ぐ学生ボランティア／VONS (Volunteer by Okinawa Next generation and Students)（沖縄県那覇市）
- ファイナリストオンライン投票銅賞 - たまな放課後地域創造クラブ（熊本県玉名市）
- セミファイナリストオンライン投票金賞 - 鶴岡再発見！プロジェクト（山形県鶴岡市）
- セミファイナリストオンライン投票銀賞 - 横浜キノコサムライ（神奈川県横浜市）
- セミファイナリストオンライン投票銅賞 - 東京農業大学国際農業開発学科食品ロスゼミ（東京都世田谷区）
- ポスター展金賞 - 創造力コンソーシアム（神奈川県鎌倉市）
- ポスター展銀賞 - NPO法人ダンスライフコミュニケーションズ（神奈川県鎌倉市）
- ポスター展銅賞 - フェリス地域コミュニティ研究会（神奈川県横浜市）
- ファイナリスト
  - fromHANKEI3m（京都市）
  - 未来減災課（目黒区）
  - たまな放課後地域創造クラブ（玉名市）
  - KAMA-gination（鎌倉市）
  - Teamバードラン（室蘭市）
  - 越前市未来計画隊（越前市）
  - Webビジネス組（宇部市）
  - 福井県立武生東高等学校Hino・Quest（越前市）
  - 英語名：VONS (Volunteer by Okinawa Next generation and Students) 日本語名：沖縄次世代に繋ぐ学生ボランティア（那覇市）
  - MTI企画部（室蘭市）

## 2021年受賞作品
- オープンガバナンス総合賞 - 兵庫県立加古川東高校　STEAM特講　地場産業PR班（兵庫県加古川市）
- アイデア賞 - 横浜ユニバーサルツーリズムデスク（神奈川県横浜市）
- 連携体制賞 - 移住者人材バンク（愛知県豊橋市）
- 学生賞 - 兵庫県立加古川東高校　STEAM特講　地場産業PR班（兵庫県加古川市）
- ハーバードイノベーション賞 - チーム兵庫大学大学院BM（兵庫県加古川市）
- LINE賞 - まちケアローリングストック研究会（岡山県倉敷市）
- JIPDEC賞 - 横浜ユニバーサルツーリズムデスク（神奈川県横浜市）
- Tableau Software賞 - チーム兵庫大学大学院BM（兵庫県加古川市）
- ファイナリストオンライン投票金賞 - 兵庫県立加古川東高校　STEAM特講　地場産業PR班（兵庫県加古川市）
- ファイナリストオンライン投票銀賞 - 横浜ユニバーサルツーリズムデスク（神奈川県横浜市）
- ファイナリストオンライン投票銅賞 - DIJI SHURI（デージ・シュリ）（沖縄県那覇市）
- セミファイナリストオンライン投票金賞 - ごはんで地域づくりプロジェクト（東京都千代田区）
- セミファイナリストオンライン投票銀賞 - すこぶる空き家活用班（兵庫県加古川市）
- セミファイナリストオンライン投票銅賞 - 大阪音楽大学ミュージックコミュニケーション専攻MUSE（大阪府豊中市）
- ポスター展金賞 - 兵庫県立加古川東高等学校STEAM特講　陰陽師ツーリズム班（兵庫県加古川市）
- ポスター展銀賞 - Leaders（北海道室蘭市）
- ポスター展銅賞 - フェリス女学院大学災害対策研究会（神奈川県横浜市）
- ファイナリスト
  - Nexus Biwaichi（長浜市）
  - DIJI SHURI（デージ・シュリ）（那覇市）
  - 横浜ユニバーサルツーリズムデスク（横浜市）
  - チーム兵庫大学大学院BM（加古川市）
  - 兵庫県立加古川東高校 STEAM特講 地場産業PR班（加古川市）
  - NAGAHAMA BLACKS（長浜市）
  - 移住者人材バンク（豊橋市）
  - Tea POD -Prevention Of Disaster-（文京区）
  - bc-life鬼に金棒（草津市）
  - まちケアローリングストック研究会（倉敷市）
  - 地域内に"日々の楽しい"を作るチーム（近江八幡市）

## 2022年受賞作品
- オープンガバナンス総合賞：立教大学　立教サービスラーニング『SOCIAL＆PUBLIC』（埼玉県熊谷市）
- アイデア賞：千葉大学大学院Team MMLab（東京都千代田区）
- アイデア賞：帰ってきたTOYOOKA-FANS（兵庫県豊岡市）
- 連携体制賞：新潟法律大学校Gゼミ 探究-Program Class（新潟県新潟市）
- 学生賞：ラジレジオン（東京都千代田区）
- ハーバードイノベーション賞：宇部商業高等学校　商業研究部（山口県宇部市）
- LINE賞：千葉大学大学院Team MMLab（東京都千代田区）
- JIPDEC賞：新潟法律大学校Gゼミ 探究-Program Class（新潟県新潟市）
- ファイナリストオンライン投票金賞：昭和女子大学 鶴岡再発見！プロジェクト（山形県鶴岡市）
- ファイナリストオンライン投票銀賞：立教大学　立教サービスラーニング『SOCIAL＆PUBLIC』（埼玉県熊谷市）
- ファイナリストオンライン投票銅賞：ラジレジオン（東京都千代田区）
- セミファイナリストオンライン投票金賞：フェリス GIS研究会最強ランチの会（神奈川県横浜市）
- セミファイナリストオンライン投票銀賞：加古川東高校 STEAM特講 靴下班（滋賀県加古川市）
- セミファイナリストオンライン投票銅賞：チームBOUSAIのスキマ（滋賀県草津市）
- ポスター展金賞：田舎を愛する者たち（北海道室蘭市）
- ポスター展銀賞：みんなでつくるデジタルツイン旧柳井川小学校実行委員会（愛媛県久万高原町）
- ポスター展銅賞：お茶の水女子大学附属高等学校地域防災プロジェクトチーム（東京都文京区）
- ファイナリスト
  - 昭和女子大学 鶴岡再発見！プロジェクト（山形県鶴岡市）
  - 3 瞬間中心の定理（山形県鶴岡市）
  - 立教大学　立教サービスラーニング『SOCIAL＆PUBLIC』（埼玉県熊谷市）
  - 千葉大学大学院Team MMLab（東京都千代田区）
  - ラジレジオン（東京都千代田区）
  - 新潟市下水道広報ゼミ5班～G art of creators～（新潟県新潟市）
  - 新潟法律大学校Gゼミ 探究-Program Class（新潟県新潟市）
  - 大阪の未来をチョイス（大阪府大阪市）
  - こべっこナース（兵庫県神戸市長田区）
  - 帰ってきたTOYOOKA-FANS（兵庫県豊岡市）
  - Kurashiki GIS LABO×まちケア運営チーム（岡山県倉敷市）
  - 宇部商業高等学校　商業研究部（山口県宇部市）

## 2023年受賞作品
- オープンガバナンス総合賞：シン稽古堂塾（兵庫県豊岡市）
- アイデア賞：個・孤の時代の人生ケア会議「AyumiyorI」プロジェクト（神奈川県横浜市）
- 連携体制賞：チームAMMA（沖縄県那覇市）
- 学生賞：新潟法律大学校Gゼミ－下水道LOVERS－（新潟県新潟市）
- ハーバードイノベーション賞：たのしむぞ～06！（なは市民協働大学院　小禄チーム）（沖縄県那覇市）
- LINEヤフー賞：学生団体Ube col.（山口県宇部市）
- JIPDEC賞：シン稽古堂塾（兵庫県豊岡市）
- ファイナリストオンライン投票金賞：たのしむぞ～06！（なは市民協働大学院　小禄チーム）（沖縄県那覇市）
- ファイナリストオンライン投票銀賞：チームAMMA（沖縄県那覇市）
- ファイナリストオンライン投票銅賞：学生団体Ube col.（山口県宇部市）
- セミファイナリストオンライン投票金賞：CHANPURUU（沖縄県那覇市）
- セミファイナリストオンライン投票銀賞：雲雀丘学園中高学校　地域共生ゼミ×データサイエンスゼミ（兵庫県宝塚市）
- セミファイナリストオンライン投票銅賞：トカイカコガワで「カワイイ」農業に挑戦！（兵庫県加古川市）
- ポスター展金賞：山形大学農学部こどもまんなか応援隊（山形県鶴岡市）
- ポスター展銀賞：なは市民協働大学院 中心市街地チーム（沖縄県那覇市）
- ポスター展銅賞：なは市民協働大学院「いちゃりば真和志」（沖縄県那覇市）
- ファイナリスト
  - 鶴岡再発見！プロジェクト2023（山形県鶴岡市
  - 大原学園COGチーム（茨城県水戸市
  - 関東学園大学地域活性協力隊「おおたんしふぉんず」（群馬県太田市
  - 個・孤の時代の人生ケア会議「AyumiyorI」プロジェクト（神奈川県横浜市）
  - 新潟法律大学校Gゼミ－下水道LOVERS－（新潟県新潟市）
  - シン稽古堂塾（兵庫県豊岡市）
  - チーム兵庫県立大学（兵庫県加古川市）
  - オンラインフリースクールchoice（兵庫県加古川市）
  - 岡山大学「脱・空き家」教育プロジェクト（岡山県倉敷市）
  - 学生団体Ube col.（山口県宇部市）
  - たのしむぞ～06！（なは市民協働大学院　小禄チーム）（沖縄県那覇市）
  - チームAMMA（沖縄県那覇市）